# Aphthona tristis
Aphthona tristis là một loài bọ cánh cứng trong họ Chrysomelidae. Loài này được Har. Lindberg miêu tả khoa học năm 1950.